# Парк Добельнс
Парк Добельнс — парк в центрі Умео, Швеція. Це був перший парк в Умео, створений в 1865 році. Він названий на честь генерал Георга Карл фон Добельна, пам'ятник якому був споруджений у парку в 1867 році. Підготовка до створення парку почалася в 1865 році, і було вирішено зробити сад в англійському стилі
Парк розташований між резиденцією графства, Остар Кюркагатанам, Старгатанам і Остра Страндгатанам.
Парк був названий міським садом, але після того, як пам'ятник був зроблений в 1867 році, він отримав назву парку Добельнса. У 1888 році велика пожежа знищила більшу частину парку і багато кущів і дерев були сильно пошкоджені. Пам'ятник залишився без пошкоджень. У 1897 році почав роботу широкомасштабний проект з відновлення парку.